# BMW CE 04
El BMW CE 04 es un scooter eléctrico fabricado por BMW Motorrad .

## Historia

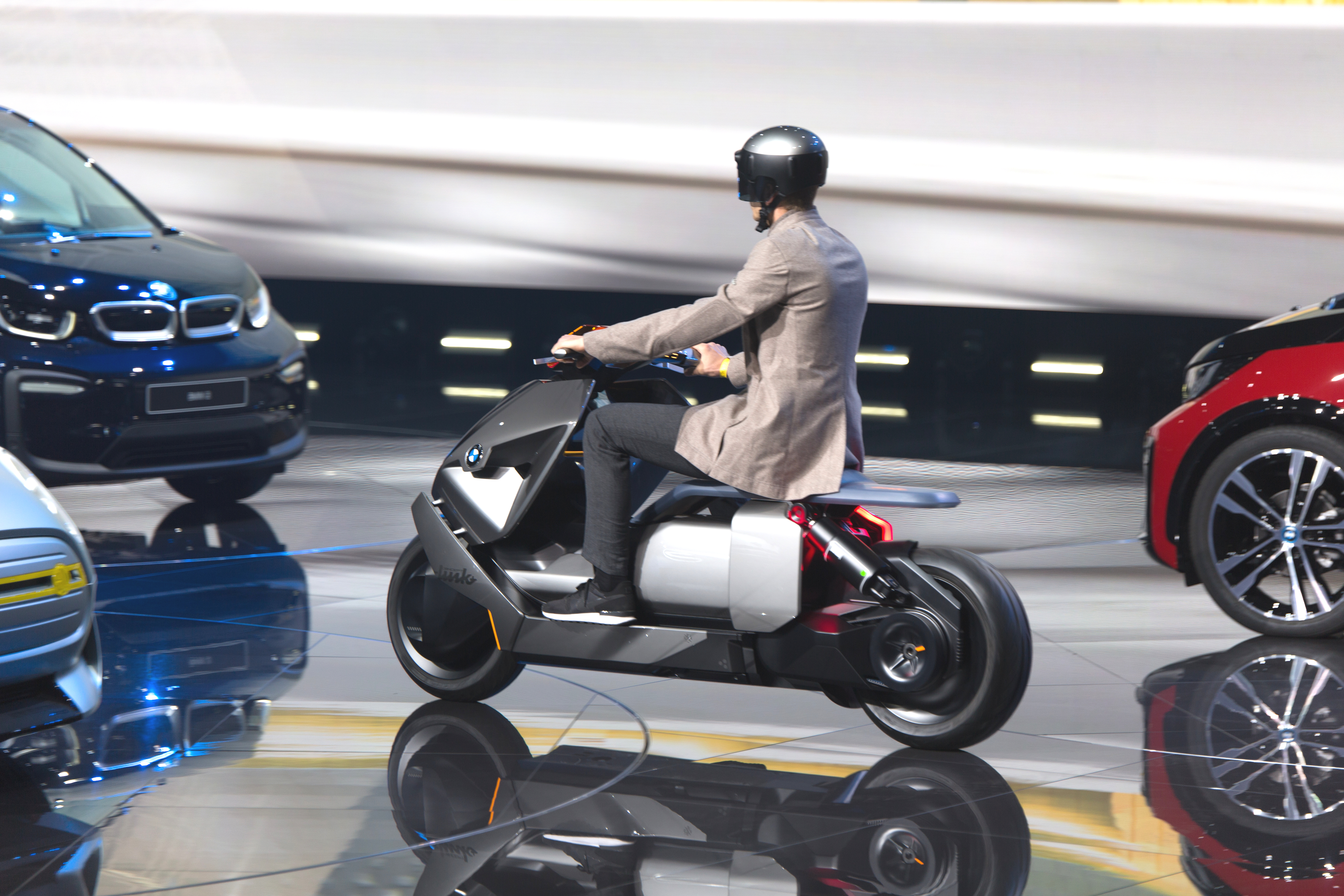
BMW Concept Link en Frankfurt 2017

El scooter fue precedido por dos concept. El primero, llamado Concept Link hizo su debut preliminar a finales de mayo de 2017 en el Concorso d'Eleganza Villa d'Este en el Lago Como, Italia. 
El Concept Link incluía un panel de instrumentos con pantalla táctil y compartimento para equipaje debajo del asiento del conductor, aprovechando el espacio disponible gracias al uso de un sistema de propulsión eléctrico. El nombre "Link" está motivado por las funciones de conectividad a Internet, incluida la capacidad de trazar rutas y seleccionar música según el calendario de citas del usuario. Como extra, una chaqueta inteligente conectada de forma inalámbrica al scooter permitía al piloto manipular los controles mediante gestos específicos.
El segundo Concept llamado Definition CE 04 se presentó en noviembre de 2020 durante el evento "Next/Gen 2020" organizado por BMW donde se insinuó que lo próximo sería un modelo de producción relacionado.El Definition equipaba una gran pantalla como instrumentación conectada al smartphone del piloto. La chaqueta inteligente se iluminaba para mejorar la visibilidad y disponía de un bolsillo de carga inalámbrica.
En marzo de 2021 se filtraron en la web imágenes de patentes y dibujos que representaban la versión de producción de la CE 04, con muy pocos cambios en comparación a los concept anteriores.
La versión final para producción en serie se presentó en julio de 2021,planificando la salida a la venta para febrero de 2022. La denominación "04" hace referencia al segmento de mercado (400 cc scooters de gasolina) a los que está destinado.

### Técnica y mecánica
El sistema de propulsión de la CE 04 consta de un motor eléctrico síncrono de imanes permanentes con refrigeración líquida, derivado de los coches BMW. De hecho, deriva de una versión reducida y simplificada del utilizado en los modelos híbridos enchufables X3 xDrive 30e y 225xe, Genera una potencia máxima de 42 CV (31 kilovatios) ( 20 CV (15 kW) continuo)  y 62 N⋅m de par. El scooter puede acelerar de 0–30 mph (0–48 km/h) en 2,6 segundos. La velocidad máxima está limitada electrónicamente a 121 km/h.
Existe una versión con reducción de potencia por motivos de permiso de conducción. Sus especificaciones se reducen a 31 CV (23 kW) (15 CV (11 kW) continuos).
El motor eléctrico está montado en el chasis y no directamente en el basculante como ocurría en el precedesor C Evolution, con el objetivo de reducir el peso no suspendido. El movimiento se transmite a la rueda mediante una transmisión por correa dentada. Hay tres modos de conducción disponibles (Eco, Rain y Road), que afectan a la respuesta del acelerador y al frenado regenerativo. Como equipamiento opcional existe un modo de conducción adicional (Dynamic) que proporciona la respuesta más agresiva del acelerador y una regeneración más potente.
El scooter equipa una batería de iones de litio de 147,6 V y 60,6 Ah / 8.9 kWh (8,5 utilizables). Está unida a una placa de refrigeración con aletas, lo que permite que el calor se disipe a través del aire. La autonomía es de aproximadamente 130 km (100 para la versión limitada) según el ciclo de homologación WLTP. La carga puede realizarse usando una toma de CA de hasta 6,9 kW. La duración estimada de carga oscila entre 4 horas y 20 minutos de 0% a 100% reduciéndose a 1h y 40m con la carga rápida disponible como extra.
La CE 04 equipa un sistema de frenado de la marca española JJuan. En la rueda delantera monta discos dobles de 265 mm con pinza fija de 4 pistones mientras que en la trasera el disco de 265 mm es simple con pinza flotante de un único pistón. De serie dispone de un sistema antibloqueo de ruedas ABS de dos canales de Bosch. Como equipamiento opcional, se puede incluir un sistema más avanzado denominado ABS Pro que añade un sensor de inclinación para ajustar la fuerza de frenado en curva. 
la CE 04 está equipado con frenos mecánicos de la marca española JJuan; la horquilla delantera tiene twin 265 mm de diámetro (10,4 in) discos con pinzas fijas de 4 pistones, mientras que la rueda trasera está equipada con una única 265 milímetros (10,4 en) disco y pinza flotante de un pistón. Está equipado con un sistema de frenos antibloqueo de dos canales de Bosch; Como opción, el sistema ABS Pro incluye un sensor de inclinación, que regula la frenada en las curvas. 